# آرش ریاحی
آرش ریاحی کارگردان، فیلمنامه‌نویس و تهیه کنندهٔ ایرانی، اتریشی (متولد ۲۲ اوت ۱۹۷۲ در ایران) است. وی زمانی که نه سال داشت، همراه با خانواده از ایران مهاجرت کرد و ساکن اتریش شد. در این کشور به مدرسه و دانشگاه رفت و هم اینک به عنوان یکی از کارگردانان سرشناس اتریش مطرح است. ریاحی از سال ۱۹۸۲ در شهر وین زندگی می‌کند.

## آثار
- The Souvenirs of Mr. X (مستند) - ۲۰۰۴
- تبعید: یک فیلم خانوادگی (مستند) - ۲۰۰۶
- برای یک لحظه آزادی - ۲۰۰۸
- Nerven Bruch Zusammen (مستند) - ۲۰۱۲
- هر روز شورش (مستند) - ۲۰۱۳
- Kinders (مستند) - ۲۰۱۶
- How To Be a Woman (مستند) - ۲۰۱۸